# Echinometra viridis
Echinometra viridis is een zee-egel uit de familie Echinometridae.
De wetenschappelijke naam van de soort werd in 1863 gepubliceerd door Alexander Agassiz.

## Leefgebied en habitat
De soort wordt aangetroffen op koraalriffen in de Caraïbische Zee, tussen Zuid-Florida en Venezuela, tot op dieptes van ongeveer 15 meter.